# Периодическая система (книга)
Периодическая система (итал. Il sistema Periodico) — сборник коротких рассказов Примо Леви, изданный в 1975 году. В 2006 году Британский Королевский Институт объявил "Периодическую систему" "лучшей научной книгой всех времен" .

## Содержание
Книга включает в себя 21 рассказ итальянского еврейского писателя Примо Леви, химика по образованию, всемирно известного своими произведениями «Человек ли это?» и «Передышка». Каждый из рассказов назван в честь одного из элементов таблицы Менделеева, который тем или иным образом фигурирует в рассказе. Большинство рассказов автобиографические и охватывают историю семьи автора, молодость, годы Второй мировой войны и заключение в Освенциме, послевоенную судьбу — главным образом истории, связанные с профессией химика, и знакомства с интересными людьми. Также включены вымышленные истории.
- Аргон. История многих поколений сефардских евреев, поселившихся в Пьемонте. Описаны семейные предания и множество примеров еврейско-пьемонтского диалекта.
- Водород. Юный Леви с другом проникают в химическую лабораторию и успешно проводят электролиз воды с получением водорода.
- Цинк. Учёба на первом курсе химии в университете и первые лабораторные занятия. Автор ставит опыт по получению сульфата цинка и ближе знакомится с сокурсницей.
- Железо. Конец тридцатых годов, дружба с ровесником по имени Сандро, будущим партизаном-антифашистом.
- Калий. 1941 год: жизнь на фоне Второй мировой войны и расовых законов в Италии. Автор устраивается помощником ассистента в университете Турина. Первая работа — очистка бензола; использование калия вместо натрия приводит к неожиданным последствиям.
- Никель. Работа на асбестовом руднике и попытки получения никеля.
- Свинец. Сказочная история, написанная от имени добытчика свинца Родмунда, уехавшего из своей страны.
- Ртуть. Ещё одна сказочная история от имени капрала Абрахамса, обитающего с женой на далеком острове. Появление новых жителей вынуждает героя пригласить несколько женщин, "купленных" за добытую после извержения вулкана ртуть.
- Фосфор. В 1942 году автор переезжает в Милан работать на швейцарскую фирму, занимающуюся поисками лекарства от диабета. Близкая дружба с женщиной, помолвленной с другим.
- Золото. Немецкая оккупация в 1943 году вынуждает автора примкнуть к партизанскому отряду, однако он пойман фашистами. Знакомство с другим заключённым - крестьянином, самостоятельно добывающим золото.
- Церий. Заключение в рабочем лагере Буна в Освенциме. Имея доступ к химическим веществам, двое узников изготавливают кремни для зажигалок из ферроцерия, которые обменивают на хлеб.
- Хром. Воспоминание о послевоенной работе на заводе красок, где автору удалось "спасти" испорченные партии одного из компонентов - хромата - с помощью хлористого аммония. Временная добавка так и продолжает использоваться на этом заводе годы спустя.
- Сера. Рассказ о рабочем, чудом избежавшем аварии при производстве резины.
- Титан. Рассказ о девочке, маляре и титановых белилах.
- Мышьяк. Леви с партнёром держат частную лабораторию. В принесённом сапожником подозрительном сахаре обнаруживается мышьяк, который подложил его конкурент.
- Азот. Автор успешно выполняет первый заказ владельца фирмы по производству губной помады. Однако добыть аллоксан из куриного помёта так и не удается.
- Олово. Добыча хлорида олова в частной лаборатории.
- Уран. Автор получает от клиента кусок металла, выдаваемый за оставленный нацистами уран.
- Серебро. История друга о бракованной рентгеновской плёнке.
- Ванадий. Переговоры с немецкой фирмой по поводу некачественной смолы сводят Примо Леви с доктором Мюллером, во время войны работавшим на заводе в Освенциме. Между ними завязывается переписка, в которой Мюллер пытается успокоить свою совесть.
- Углерод. Рассказ об одном атоме углерода, совершающем долгое путешествие по Земле, и оказывающимся в мозгу автора.